# Friedrich Ewers

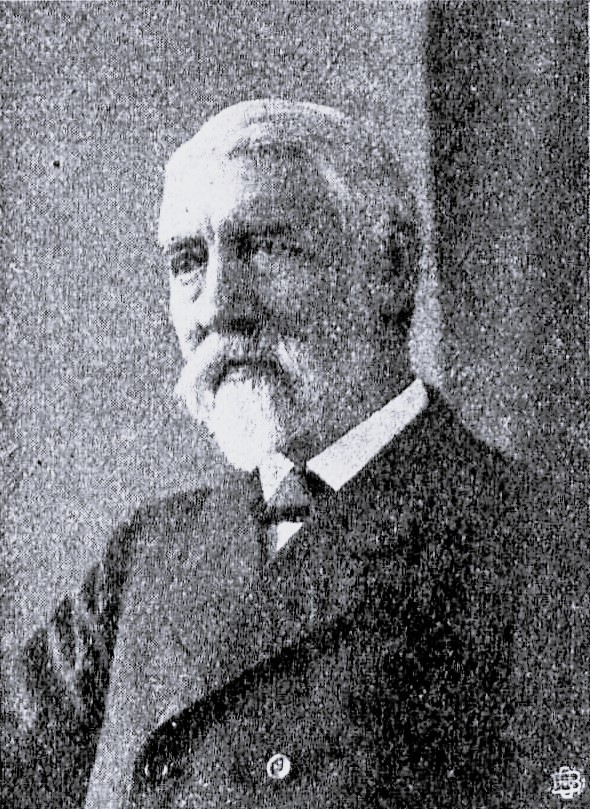
H. P. F. Ewers

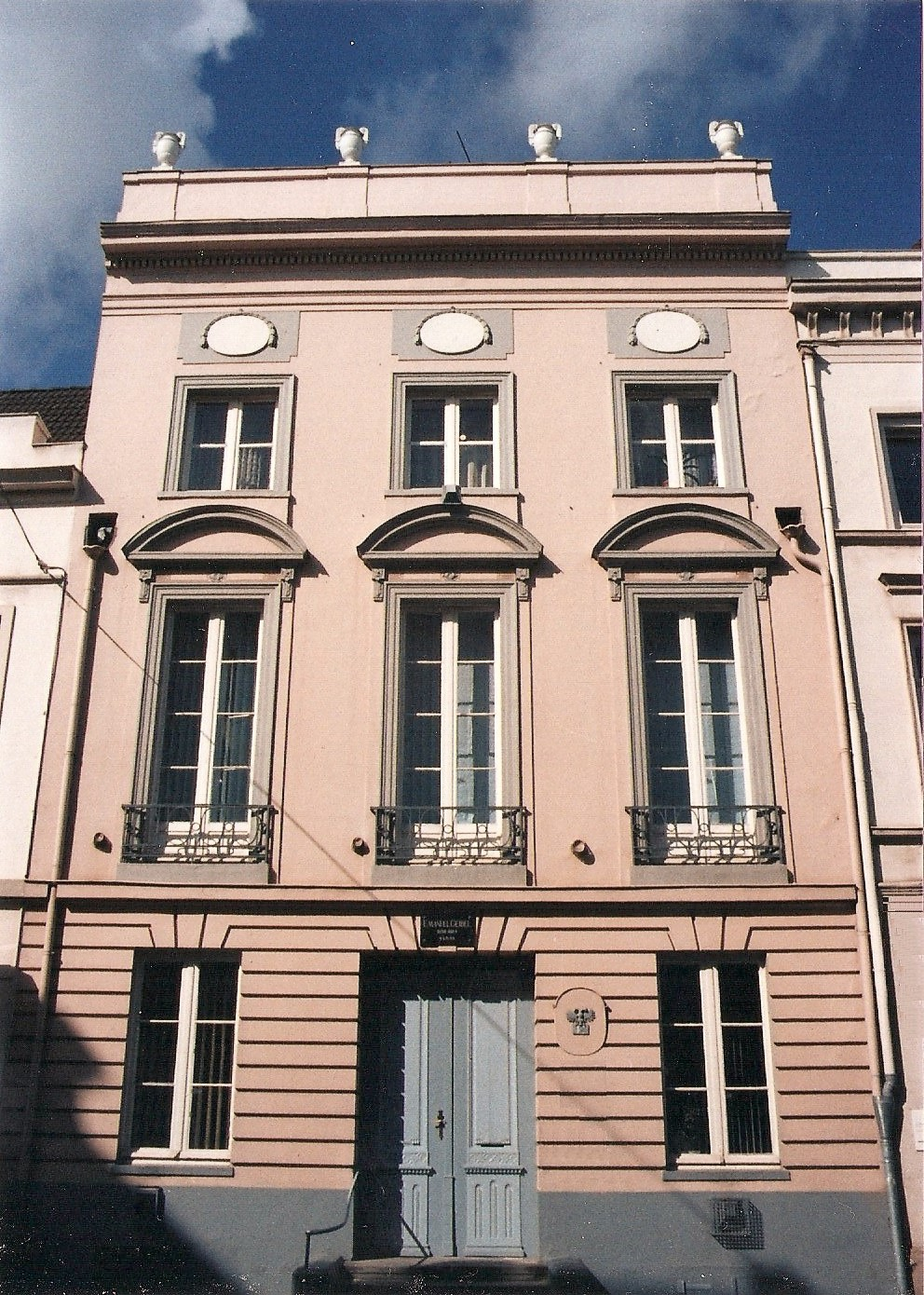
Ewers’ Wohnsitz

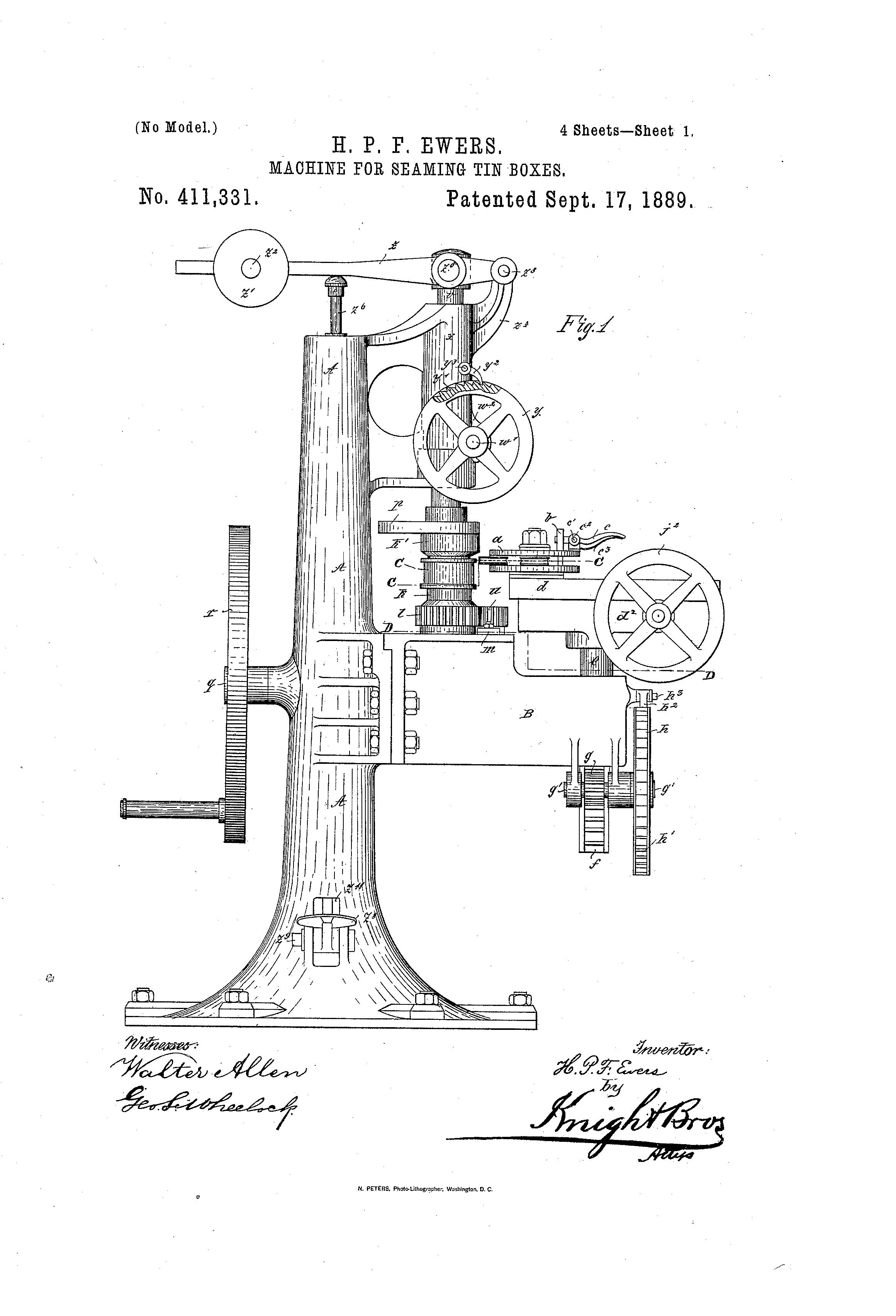
Die Dosenverschliessmaschine nach dem US-Patent

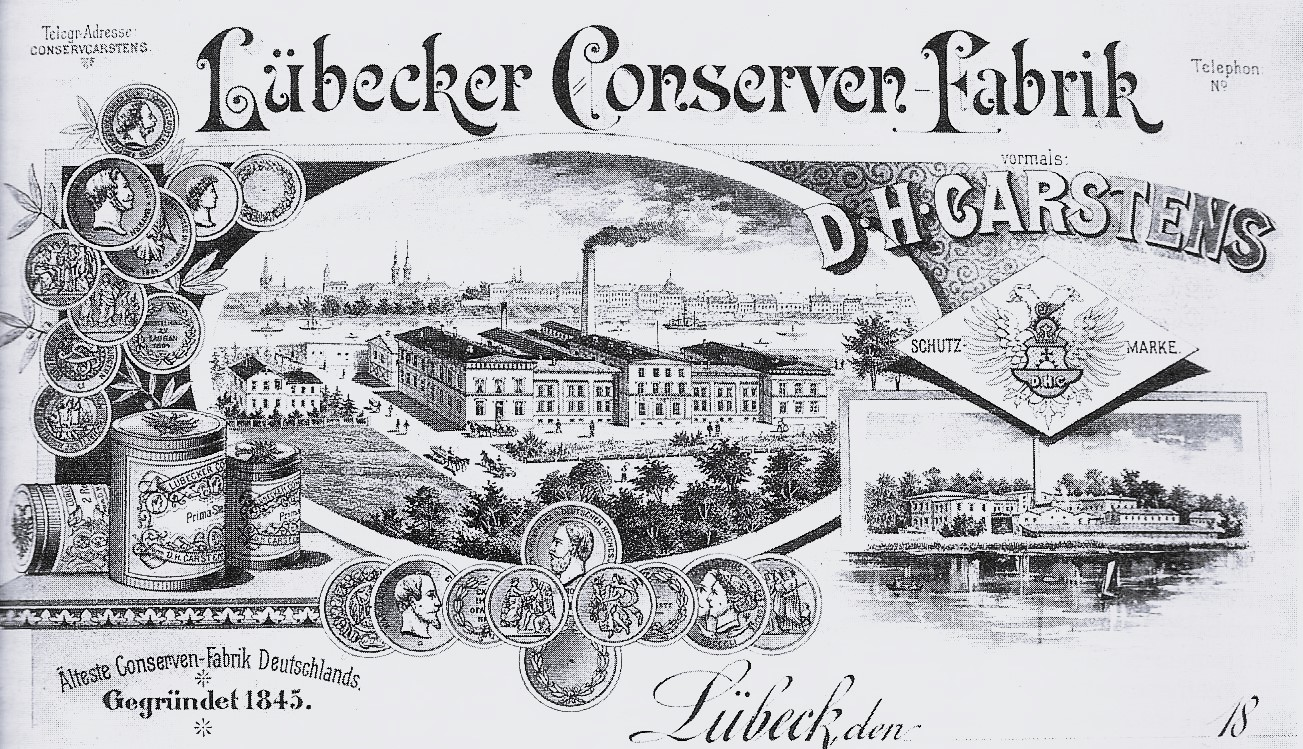
Briefkopf (1898)

Werbeanzeige (1854)

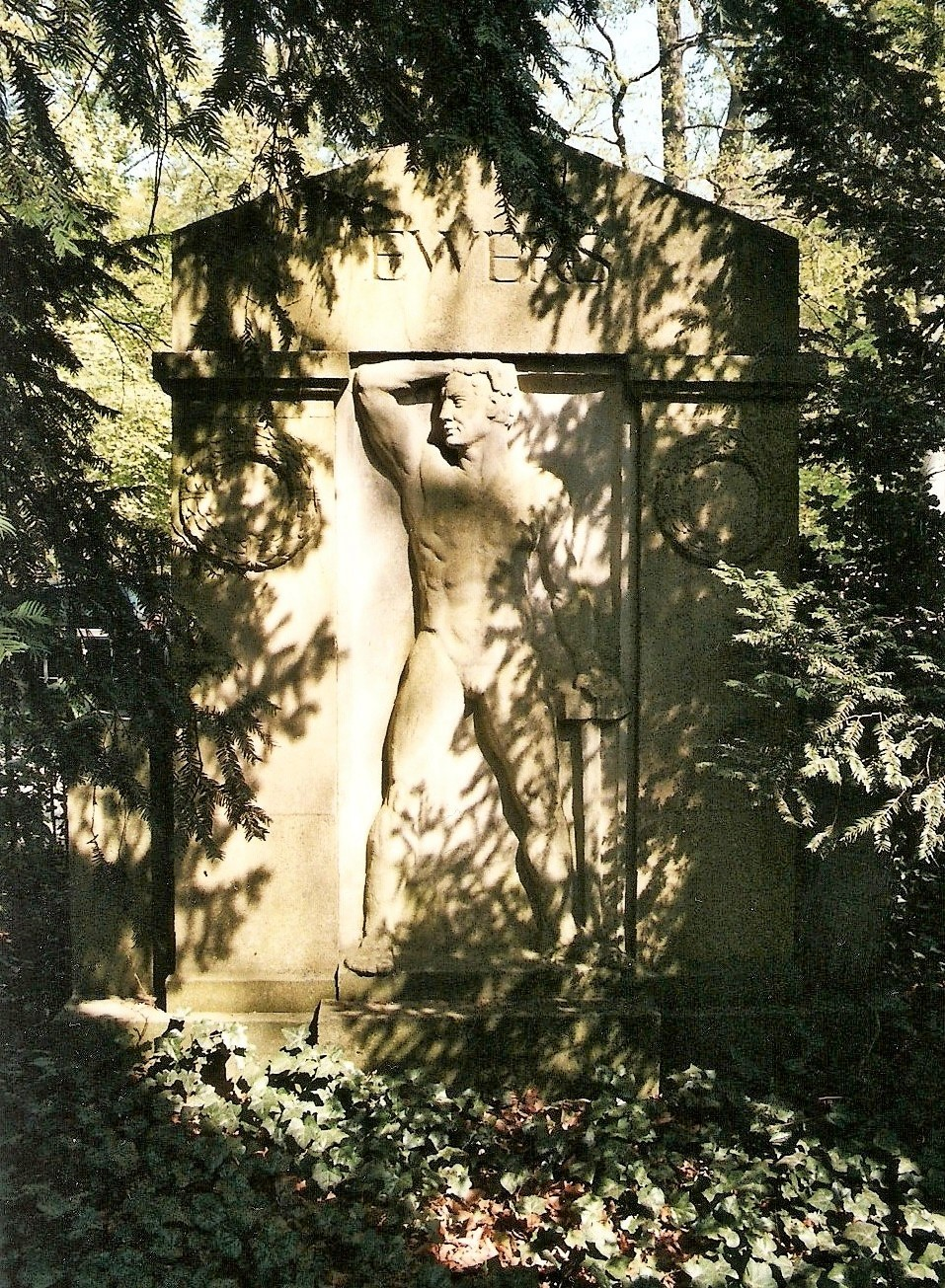
Grab auf dem Burgtorfriedhof

Hartwig Peter Friedrich Ewers (* 21. September 1828 zu Lübeck; † 15. Dezember 1913 ebenda) war ein deutscher Industrieller. Er gilt als Lübecker Pionier der Industrialisierung.

## Leben
Ewers stammte aus einfachen Verhältnissen und war der Sohn eines aus Wismar nach Lübeck gekommenen Dielenträgers. Nach Beendigung seiner Schulzeit begann er eine fünfjährige Ausbildung zum Kaufmann bei Joachim Frank, der mit Schiffsproviant, Gewürzen, Fetten und Farben handelte. Nach Beendigung seiner Lehre wurde er Mitarbeiter bei der Großhandlung und ältesten deutschen Konservenfabrik Daniel Heinrich Carstens.
Nach dem Tode von Carstens 1854 übernahm er die Leitung und trug in den 20 Folgejahren zu Gewinn und Wachstum des Betriebes bei.
Als Lübecker Kaufmann erhielt er am 24. November 1877 vom kaiserlichen Patentamt in Berlin das Patent Nr. 6480 für die Erfindung einer neuartigen Dosenverschließmaschine, welche das bis dahin gebräuchliche, sowohl zeit- als auch arbeitsintensive Verlöten ersetzte. 1897 erhielt er dafür auch ein US-Patent. Die wachsende Fischindustrie Lübecks blühte auf.
Mit dem 31. Mai 1892 schied er dienstaltersbedingt aus der Lübecker Gewerbekammer aus.
Für die Liste des Vaterstädtischen Vereins wurde er in die Bürgerschaft gewählt.
Im Jahre 1881 gründete Ewers an der Moislinger Allee die Maschinenfabrik Ewers & Miesner, die bis 1990 bestand, 1883 die Blechemballagenfabrik und kurz darauf die Blechbearbeitungsfabrik Fr. Ewers & Co. Die Mitarbeiterzahl dieser Firma umfasste anfänglich zwei Leute an Falzmaschinen, zum 25-jährigen Firmenjubiläum (1909) produzierten mehrere hundert die Produkte für den Weltmarkt.
75-jährig baute er in Siems mit seinem ältesten Sohn, Senator Friedrich Ewers, ein modernes Kalksandsteinwerk und fünf Jahre später die Schamottefabrik auf. Sie lagen in Sichtweite zur Ölmühle Asmuss am Traveufer beim heutigen Herrentunnel. Fast alle Arbeiten innerhalb der Fabrik, die in Lübeck um 1903 einzigartig war, wurden mit modernsten Maschinen durchgeführt. Er war Mitglied im Aufsichtsrat des Hochofenwerkes Lübeck.
Er wurde mehrmals in die Bürgerschaft, den Bürgerausschuss, die Handelskammer und verschiedene bürgerliche Ehrenämter berufen.
Die einstige Konservenfabrik Carstens existiert nach einigen Fusionen noch heute. Konserven werden hier aber nicht mehr hergestellt. Die Firma Erasmi & Carstens hat ihr Sortiment gewechselt und ist heute in der Marzipanproduktion tätig.
Als sein Sohn Ludwig Ewers 1926 den Lübeckroman Die Großvaterstadt veröffentlichte, widmete er diesen seiner Tochter und schrieb im Vorwort

„Vergilbten Blättern ist dieses Buch entkeimt
Du weißt wer sie beschrieb mit harten Zügen.
Und klingt dem Fremdling manches ungereimt
Ein schweres Erdreich galt es zu durchpflügen“

Einer der beiden Protagonisten des Buches war sein Vater in der Person des Fritz Normann.

## Roman
- Ludwig Ewers: Die Großvaterstadt. die erste Auflage war noch zweibändig, München: Hugo Schmidt 1926. 3. Auflage Lübeck: Dräger-Druck 1980, ISBN 978-3-925-40209-8.